# TSPAN32
La tetraspanina-32 es una proteína que en humanos está codificada por el gen TSPAN32.

## Función
Este gen se describe como miembro de la superfamilia de la tetraspanina cuya expresión se limita a los tejidos hematopoyéticos.

## Significación clínica
Este gen es uno de varios fragmentos subtransferibles supresores de tumores ubicados en el dominio del gen impreso de 11p15.5, una importante región del gen supresor de tumores. Las alteraciones en esta región se han asociado con el síndrome de Beckwith-Wiedemann, el tumor de Wilms, el rabdomiosarcoma, el carcinoma adrenocortical y el cáncer de pulmón, ovario y mama. Este gen se encuentra entre varios genes impresos; sin embargo, este gen, así como el fragmento transferible subcromosómico 4 (TSSC4) supresor de tumores, escapa a la impronta. Este gen puede desempeñar un papel en las neoplasias y enfermedades que involucran esta región, así como la función de las células hematopoyéticas.